# Vicus
Vicus (plural: vici)  designava, na Roma Antiga, uma unidade territorial menor, dentro do pagus, embora nem todos os pagi se dividissem em vici.
Os seus nomes são muitas vezes pré-romanos, evidenciando possíveis reminiscências da primitiva organização autóctone, podendo corresponder a um bairro de uma cidade, como acontece em Córdova, ou a uma aldeia fora dela. Os vici de tipo aldeão são frequentes no Norte Peninsular e no território da antiga Lusitânia, com alusões a grupos étnicos locais, como é o caso do vicus Spacorum, na Galiza, ou os vários vici, ou unidades suprafamiliares, cujos nomes em genitivo de plural individualizavam a origem pessoal dessas povoações no território dessas comunidades, como acontece com Vanidia, na Tarraconense.
Após Júlio César e Augusto, com a exploração agrícola do território, muitos vici foram elevados ao estatuto municipal. Estes vici, disseminados pelo territorium, constituíam-se como entidade intermédia entre as cidades e as villae, sendo a sua concentração maior em áreas de bosques e pastos.